# 協和大學威斯康辛分校

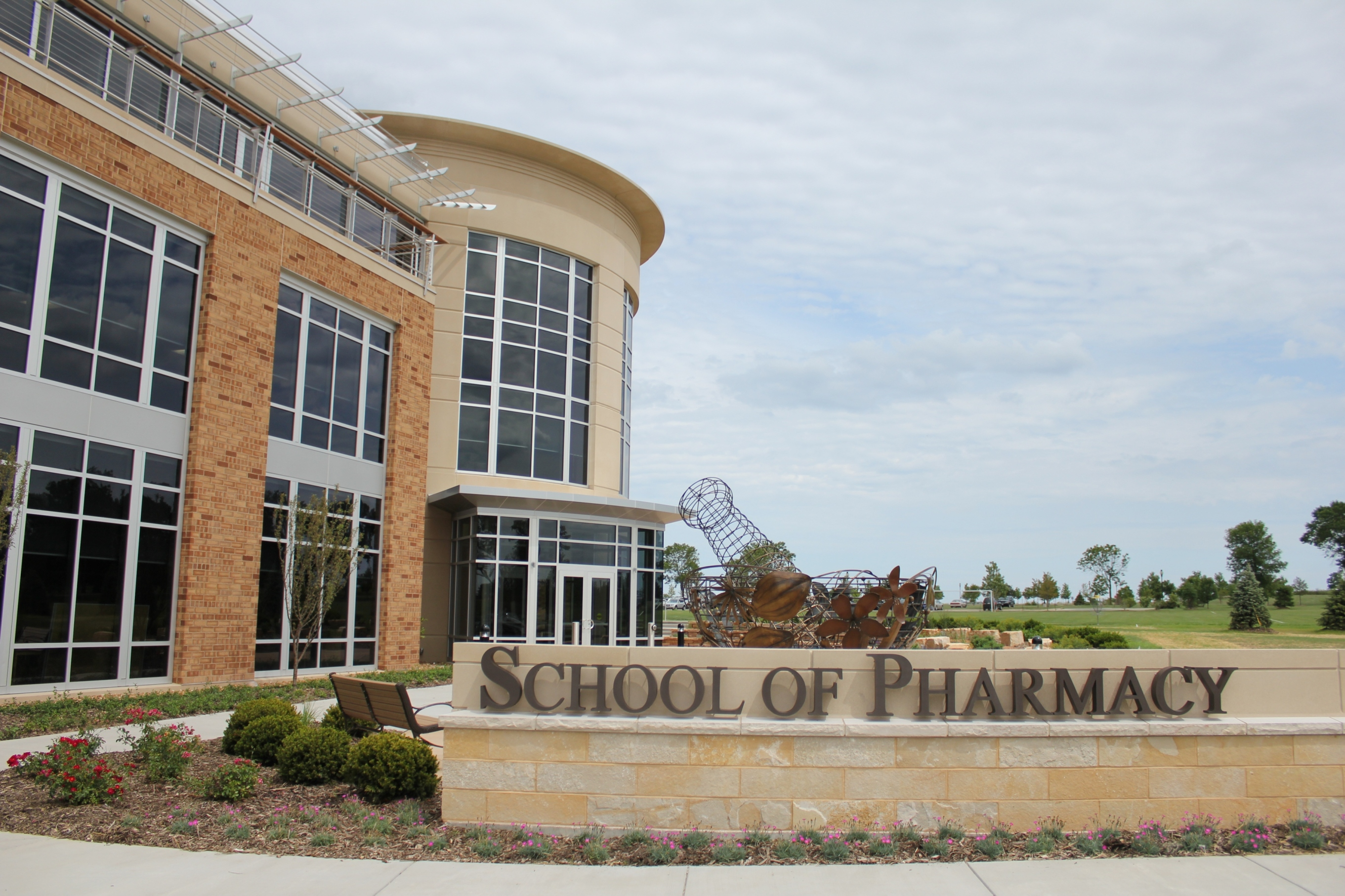
大學的藥劑學院

協和大學威斯康辛分校（英語：Concordia University Wisconsin）是位於美國威斯康辛州的一所私立文理大學。該所大學是由美國路德教派所辦的十所大學內的其中一所男女同校的大學。該所大學建立於1881年。2021年《美國新聞與世界報道》在“全美最佳大學”排名中將其列在第258位。

## 外部連結
- 官方網站 （页面存档备份，存于）